# Pietro Suddiacono
Pietro (fl. IX-X secolo) è stato uno scrittore italiano.
Nato con molta probabilità a Napoli, fu pienamente attivo tra il 930 e il 960. Viene chiamato suddiacono o suddiacono napoletano perché Pietro stesso informa del suo status di suddiacono della Chiesa di Napoli nel poema dedicatorio di Cirico e Giulitta, e nel Prologo del traduttore di Gregorio, dove si definisce Petrus nathinneus (= diacono).

## Stile
Pietro è uno dei maggiori esponenti della cosiddetta terza e ultima fase della "scuola agiografica napoletana", che si svolge tra la metà del IX e la metà del X secolo, dove operarono alcuni scrittori come il Prete Orso, il Prete Gregorio, Cicinnione, il vescovo Atanasio, Bonito, nonché i più noti Guarimpoto, Giovanni Diacono, e Paolo Diacono Napoletano. In questa terza fase c'è maggiore libertà di scrittura sul testo agiografico e vengono posti due obiettivi. Il primo è di natura pastorale (rinforzamento dell'elemento storico e dei caratteri di verosimiglianza della narrazione), il secondo di natura linguistica e stilistica (molti testi di Pietro sono prosimetri o Mischprosa).
Le fonti principali a cui Pietro attinge sono molto varie. Quelle poetiche sono Virgilio, Paolino di Nola, Prudenzio, Pseudo-Catone, Venanzio Fortunato. Tra le fonti in prosa troviamo: Girolamo (Epistole), Isidoro di Siviglia (Etimologie), Rufino (Chronicon), Liber pontificalis, mitografi, Gregorio Magno (Homiliae XL e Dialogi).

## Opere
Nella produzione letteraria di Pietro, pressoché tutta agiografica, è possibile distinguere tra opere certe, in quanto ‘firmate', attribuzioni molto probabili e attribuzione ipotetiche. Sono opere certe: le Passiones di Ciro e Giovanni (BHL 2078), Artema (BHL 717); Canione (BHL 1541d-e); Cirico e Giulitta (BHL 1814b), Giorgio (BHL 3393, 3393b, 3394), Giuliana (BHL 4526); Quattro Coronati (BHL 1838); i Miracula di Agnello (BHL 150); la Vita di Gregorio il Taumaturgo (BHL 3677m, 3678, 3678d). Le opere di attribuzione molto probabile sono le seguenti: Miracula di Agrippino (BHL 177); Passiones di Caterina (BHL 1659, 1660, 1661, 1661b), di Restituta (BHL 7190), di Trifone (BHL 8339). Ipotetica è l'attribuzione delle Passiones di Cristoforo (BHL 1778d), Erasmo (BHL 2585bg), Margarita (BHL 5308), e dei Miracula di san Felice di Nola (BHL 2876b). Si tratta soprattutto di santi antichi (martiri), che solo talvolta hanno legami diretti con i territori del Ducato napoletano (Artema: Pozzuoli, Canione: Orta di Atella, Erasmo: Formia, Restituta: Napoli), e solo in tre casi di santi moderni (e tutti e tre, questi, sono strettamente legati al territorio): Agnello, Agrippino e Felice di Nola. A lui va inoltre attribuito il frammento superstite della «Pars Tertia» dei Gesta episcoporum Neapolitanorum, la biografia del vescovo Atanasio II.

## Eredità
Le opere di Pietro hanno goduto, nel corso del Medioevo, di discreta fortuna, testimoniata dal numero assai ampio di manoscritti che le contengono, e inoltre da una serie di testi, sparsi nel tempo e nello spazio, che utilizzano la sua scrittura per parlare di altri santi (riprese, soprattutto, le parti versificate).